# Jurguens Montenegro
Jurguens Josafat Montenegro Vallejo (Puntarenas, 13 dicembre 2000) è un calciatore costaricano, attaccante del Municipal Liberia e della nazionale costaricana.

## Statistiche

### Cronologia presenze e reti in nazionale
| Cronologia completa delle presenze e delle reti in nazionale ― Costa Rica | Cronologia completa delle presenze e delle reti in nazionale ― Costa Rica | Cronologia completa delle presenze e delle reti in nazionale ― Costa Rica | Cronologia completa delle presenze e delle reti in nazionale ― Costa Rica | Cronologia completa delle presenze e delle reti in nazionale ― Costa Rica | Cronologia completa delle presenze e delle reti in nazionale ― Costa Rica | Cronologia completa delle presenze e delle reti in nazionale ― Costa Rica | Cronologia completa delle presenze e delle reti in nazionale ― Costa Rica |
| Data                                                                      | Città                                                                     | In casa                                                                   | Risultato                                                                 | Ospiti                                                                    | Competizione                                                              | Reti                                                                      | Note                                                                      |
| ------------------------------------------------------------------------- | ------------------------------------------------------------------------- | ------------------------------------------------------------------------- | ------------------------------------------------------------------------- | ------------------------------------------------------------------------- | ------------------------------------------------------------------------- | ------------------------------------------------------------------------- | ------------------------------------------------------------------------- |
| 3-6-2021                                                                  | Denver                                                                    | Messico                                                                   | 0 – 0 dts (5 – 4 dtr)                                                     | Costa Rica                                                                | CONCACAF Nations League 2019-2020 - Semifinale                            | -                                                                         | 85’                                                                       |
| 9-6-2021                                                                  | Sandy                                                                     | Stati Uniti                                                               | 4 – 0                                                                     | Costa Rica                                                                | Amichevole                                                                | -                                                                         | 64’                                                                       |
| 2-9-2021                                                                  | Panama                                                                    | Panama                                                                    | 0 – 0                                                                     | Costa Rica                                                                | Qual. Mondiali 2022                                                       | -                                                                         | 61’                                                                       |
| 5-9-2021                                                                  | San José                                                                  | Costa Rica                                                                | 0 – 1                                                                     | Messico                                                                   | Qual. Mondiali 2022                                                       | -                                                                         | 81’                                                                       |
| 8-9-2021                                                                  | San José                                                                  | Costa Rica                                                                | 1 – 1                                                                     | Giamaica                                                                  | Qual. Mondiali 2022                                                       | -                                                                         | 90+1’                                                                     |
| Totale                                                                    |                                                                           | Presenze                                                                  | 5                                                                         |                                                                           | Reti                                                                      | 0                                                                         |                                                                           |

## Palmarès

### Club

#### Competizioni nazionali
- Campionato costaricano: 1

Alajuelense: Apertura 2020
- Coppa d'Albania: 1

Egnatia: 2023-2024
- Campionato albanese: 1

Egnatia: 2023-2024

#### Competizioni internazionali
- CONCACAF League: 1

Alajuelense: 2020